# L'amour n'est rien...
Singles de Mylène Farmer
Redonne-moi
(2005) Peut-être toi
(2006)
L'amour n'est rien... est une chanson de Mylène Farmer, sortie en single le 24 janvier 2006 en version digitale et le 27 mars 2006 en version physique, en tant que quatrième extrait de l’album Avant que l'ombre....
Sur une musique co-signée par Mylène Farmer et Laurent Boutonnat, dont les couplets rappellent la mélodie enfantine qui avait inspiré Hou ! La menteuse de Dorothée, la chanteuse écrit un texte très coquin dans lequel elle dénonce le « politiquement » et « sexuellement correct », déclarant que « La vie n'est rien quand elle est tiède ».
Réalisé par Benoît Di Sabatino, le clip, très simple, présente Mylène Farmer effectuant un strip-tease intégral.
L'amour n'est rien... connaît un très grand succès en Russie, où elle est l'une des chansons les plus diffusées de l'année 2006.
En France, le titre connaît également le succès, atteignant la 7e place du Top 50.

## Contexte et écriture
En avril 2005, Mylène Farmer sort l'album Avant que l'ombre..., six ans après l'album Innamoramento et plus de trois ans après sa compilation Les Mots.

Sans aucune promotion, l'album se classe directement à la première place des ventes et est certifié disque de platine en deux semaines pour plus de 300 000 ventes.
Porté par les singles Fuck Them All, Q.I. et Redonne-moi, qui ont tous atteint le Top 10, Avant que l'ombre... fait partie des dix meilleures ventes de l'année 2005.
Après donné une série de 13 concerts (complets) à Bercy en janvier 2006, la chanteuse continue l'exploitation de l'album en sortant le titre L'amour n'est rien....

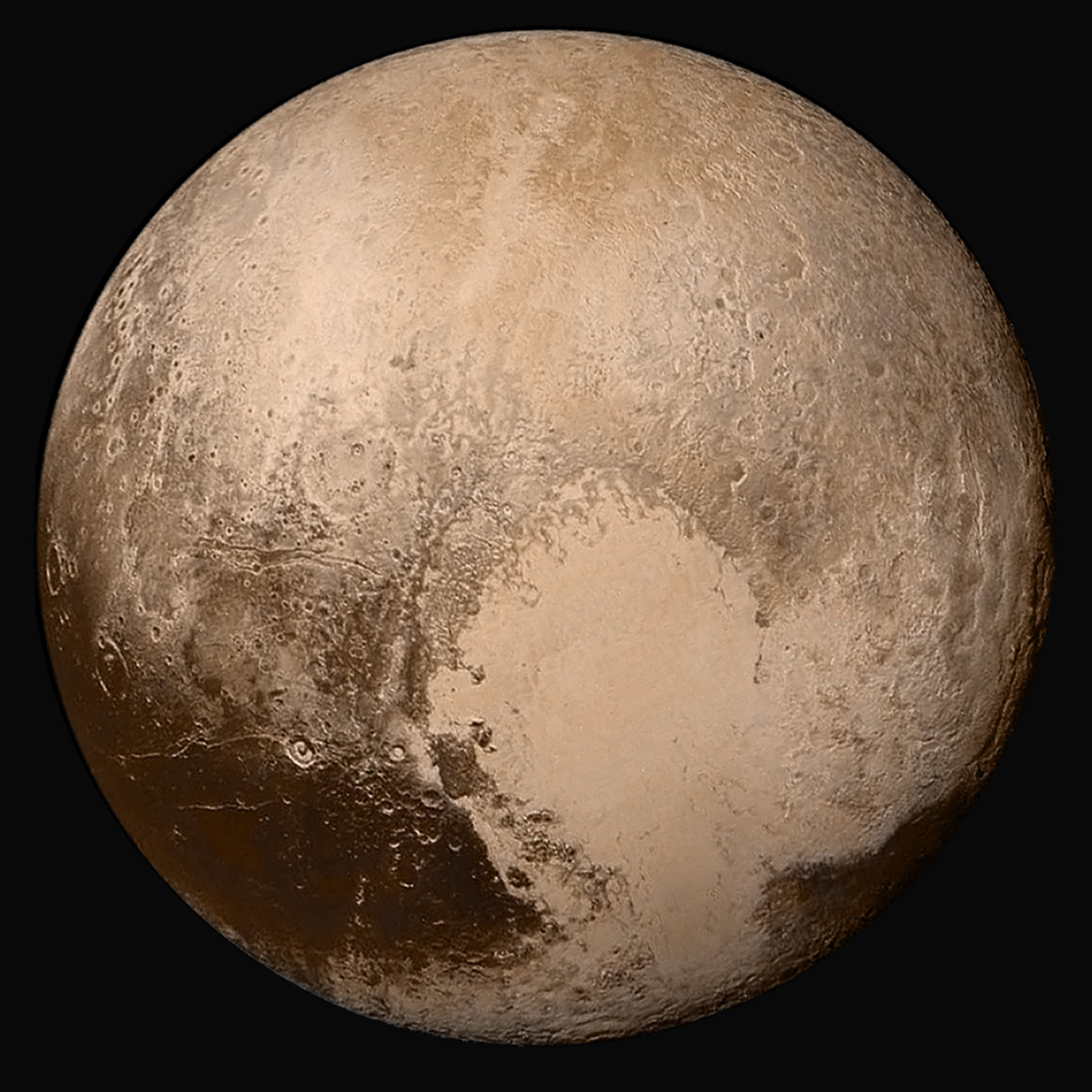
Mylène Farmer utilise un champ lexical lié aux planètes, citant notamment Pluton.

Sur une musique co-signée par Mylène Farmer et Laurent Boutonnat, dont les couplets rappellent la mélodie enfantine qui a notamment inspiré Hou ! La menteuse de Dorothée, la chanteuse écrit un texte très coquin dans lequel elle dénonce le « politiquement » et « sexuellement correct », avouant une « envie de frémir pharaonique » (« sans sexe je m'exsangue ») et déclarant que « La vie n'est rien quand elle est tiède ».
La phrase « Obsédée du pire, et pas très prolixe » est inspirée par l'expression Les obsédés du pire utilisée par Emil Cioran dans son ouvrage Ébauches du vertige, tandis que d'autres phrases font référence au journal Une vie bouleversée d'Etty Hillesum, comme « Un peu trop physique » ou « Fi de l'ascèse ».

Utilisant plusieurs néologismes, Mylène Farmer utilise également un champ lexical lié aux planètes, tel que « ciel », « célestes », « sphère », « effet de serre » ou encore « plutonique ».

## Sortie et accueil critique
Envoyé en radio le 24 janvier 2006, L'amour n'est rien... sort en CD Single le 27 mars 2006. La pochette présente une photo de Mylène Farmer fixant l'objectif en souriant, signée par Dominique Issermann. Le Maxi CD, quant à lui, paraît le 2 mai 2006, contenant deux remixes ainsi que le clip.

### Critiques
- « Le texte qui prône le sexuellement incorrect est "savourissime". » (Platine magazine)[9]
- « Un texte amusant et ironique, foisonnant de néologismes. »[7]
- « Un titre frais et sans prétention à la mélodie accrocheuse et joyeuse. »[3]

## Vidéo-clip
Le clip est réalisé par « M. Liberatore ». Ce dernier n'est autre que Benoît Di Sabatino, le compagnon de la chanteuse.
Dans cette vidéo très simple, Mylène Farmer, très souriante et riant parfois aux éclats, effectue un strip-tease intégral devant un fond noir.

### Sortie et accueil
Le clip est diffusé sur internet à partir du 28 mars 2006, sur un site dédié (lamournestrien.com).
- « Un pied de nez à tous ceux qui ne l'attendaient pas dans cette rayonnante simplicité. »[3]
- « Un clip très simple mais particulièrement osé, dans lequel la chanteuse apparaît à l'aise et très souriante. »[7]

## Promotion
Tout comme pour Fuck Them All et Q.I., Mylène Farmer n'effectue aucune promotion télévisée pour ce titre.

## Classements hebdomadaires
Dès sa sortie, le titre atteint la 7e place du Top Singles, dans lequel il reste classé durant 18 semaines (dont 2 semaines dans le Top 10).

Certaines radios, dont NRJ et Fun Radio, diffuseront également The Sexually No Remix de The Bionix.
L'amour n'est rien... connaît un très grand succès en Russie, où elle est l'une des chansons les plus diffusées de l'année 2006, permettant à l'album Avant que l'ombre... d'être certifié double disque de platine dans ce pays.
| Classement (2006)   | Meilleure position |
| ------------------- | ------------------ |
| Belgique - Wallonie | 9                  |
| Europe              | 25                 |
| France (Ventes)     | 7                  |
| France (Radios)     | 33                 |
| France (TV)         | 55                 |
| Russie              | 4                  |
| Suisse              | 47                 |

## Liste des supports
| 1. | L'amour n'est rien...                | 5:03 |
| 2. | L'amour n'est rien... (instrumental) | 5:03 |

| 1. | L'amour n'est rien...                                         | 5:03 |
| 2. | L'amour n'est rien... (The Sexually No Remix, par The Bionix) | 3:30 |
| 3. | L'amour n'est rien... (Obsessed Club Mix, par Fat Phaze)      | 5:47 |
| 4. | L'amour n'est rien... (Vidéo-clip)                            | 3:40 |

## Crédits
- Paroles : Mylène Farmer
- Musique : Mylène Farmer et Laurent Boutonnat
- Programmation, claviers et arrangements : Laurent Boutonnat
- Guitare : Philippe Paradis
- Basse : Philippe Chayeb
- Batterie : Loïc Pontieux
- Chœurs : Mylène Farmer
- Prise de son et mixage : Jérôme Devoise
- Studio : Studio Guillaume Tell
- Éditions : Requiem Publishing[19]

## Interprétations en concert
L'amour n'est rien... a été interprété en concert pour la première fois lors du spectacle Avant que l'ombre… À Bercy en 2006.
Lors du Tour 2009, la chanson n'est interprétée que pour les dates en Russie, à la place de À quoi je sers.
Pour Timeless 2013, la chanson ne fait pas partie du spectacle au début de la tournée : c'est à nouveau lors des dates russes et biélorusses qu'elle est interprétée, cette fois à la place de Elle a dit.
Lors des dates françaises qui suivent le passage en Russie et en Biélorussie, L'amour n'est rien... est alors ajouté à la setlist, toujours en remplacement de Elle a dit.
La chanson ne fait pas partie de la résidence de Mylène Farmer à Paris La Défense Arena en 2019.

## Albums et vidéos incluant le titre

### Albums de Mylène Farmer
| Année | Album                        | Version                                     | Durée | Certifications de l'album      |
| 2005  | Avant que l'ombre...,        | Version Album Instrumental (réédition 2021) | 5:03  | 2 × Platine · Or · 2 × Platine |
| 2006  | Avant que l'ombre... À Bercy | Live 2006                                   | 6:42  | Or                             |
| 2011  | 2001-2011                    | Version Album                               | 5:03  | 2 × Platine · Or               |
| 2020  | Histoires de                 | Version Album                               | 5:03  | Platine                        |

### Vidéos de Mylène Farmer
| Année | Vidéo                             | Version    | Durée | Certifications de la vidéo |
| 2006  | Music Videos IV                   | Vidéo-clip | 3:40  | -                          |
| 2006  | Avant que l'ombre... À Bercy      | Live 2006  | 5:47  | Diamant                    |
| 2021  | Les clips - L'intégrale 1999-2020 | Vidéo-clip | 3:40  | -                          |